# San Agustín Tlacotepec
San Agustín Tlacotepec es una localidad del estado mexicano de Oaxaca. Es cabecera del municipio de San Agustín Tlacotepec.

## Demografía
| Censo | Población |
| ----- | --------- |
| 1900  | 1235      |
| 1910  | 1134      |
| 1921  | 1193      |
| 1930  | 1334      |
| 1940  | 1220      |
| 1950  | 545       |
| 1960  | 1211      |
| 1970  | 469       |
| 1980  | 528       |
| 1990  | 245       |
| 1995  | 362       |
| 2000  | 312       |
| 2005  | 410       |
| 2010  | 431       |
| 2020  | 571       |